# Tema dos Optimates
Os Optimates (em grego: Ὀπτιμάτοι; romaniz.: Optimatoi, do latim Optimates – "melhores homens") foram inicialmente uma unidade militar de elite do Império Bizantino. Em meados do século VIII, foram, porém, demovidos para uma corporação responsável por suprimentos e logística e encarregados com uma província (tema) no noroeste da Ásia Menor, batizada com o mesmo nome. Como uma unidade administrativa, o Tema dos Optimates ou Tema Optímato (em grego: θέμα Ὀπτιμάτων; romaniz.: thema Optimatōn) sobreviveu até a conquista otomana nas primeiras décadas do século XIV.

## História
Os optimates foram criados no século VI (c. 575) pelo imperador bizantino Tibério II (r. 574–582). Segundo o Estratégico de Maurício (r. 582–602), eram um regimento de elite entre os federados, provavelmente de origem gótica e eram uma tropa de cavalaria, com entre 1 000 e 5 000 homens, pertencentes à reserva do exército central. Seu comandante tinha o título único de taxiarca. A presença de descendentes destes homens, chamados de gotogrecos (em grego: Γοτθογραῖκοι; romaniz.: Gothograeci) pelo cronista Teófanes, o Confessor, é atestada no norte da Bitínia no início do século VIII. Naquela época, Warren Treadgold estima que o regimento tivesse 2 000 homens, um número que provavelmente corresponde ao seu tamanho original também.
Em meados do século VIII, no reinado de Constantino V Coprônimo (r. 741–775) e como parte de suas medidas para reduzir o poder dos generais dos temas após a revolta de Artavasdo (r. 741–742), o conde do Tema Opsiciano, a corporação foi demovida. Separada do Tema Opsiciano, a região onde os optimates foram assentados, incluindo a península oposta à cidade de Constantinopla, ambas as margens do golfo de Nicomédia e que chegava até as margens do rio Sangário foi transformada no tema separado dos optimates, com capital na cidade de Nicomédia. A primeira menção do optimates como um tema separado nas fontes ocorreu apenas em 774-775, mas é claro que a sua criação ocorreu antes, nos anos seguintes à revolta de Artavasdo. O mesmo período foi também de enfraquecimento e partilha do antes poderoso Tema Opsiciano, com a criação também do Tema Bucelário.

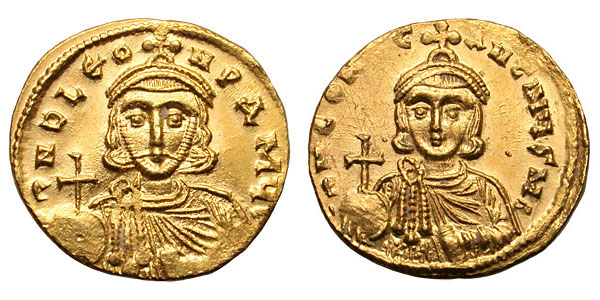
Soldo de r. e r.

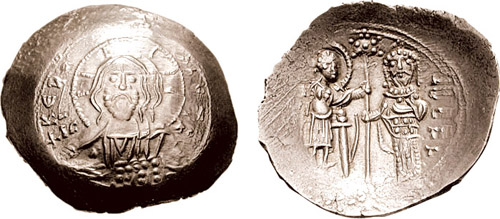
Histameno de r.

Daí em diante, ao contrário dos demais temas, o Tema Optímato não mais forneciam tropas armadas, mas era responsável por um grupo de 4 000 tocadores de mula com seus animais, responsáveis pelo transporte de materiais e suprimentos (touldon) dos tagmas em Constantinopla. Este papel singular do Optímato o diferenciou de todos os demais temas: dada a sua função não-militar, os optimates não eram divididos em comandos intermediários (turmas ou drungos), um fato notado pelo imperador Constantino VII Porfirogênito (r. 913–959) como um sinal de um estatuto inferior. Consequentemente, seu doméstico tinha o estatuto mais baixo entre todos os estrategos provinciais na hierarquia imperial. Assim como nos outros temas, para a administração de seus encargos como governador da província, o doméstico era apoiado por um topoterita, por um oficial financeiro (cartulário) e por um secretariado liderado por um protocancelário.
Os distritos rurais do tema foram atacados pelos turcos seljúcidas após a batalha de Manzicerta, mas Nicomédia resistiu e a área se tornou segura novamente sob o imperador Aleixo I Comneno (r. 1081–1118) com a ajuda da Primeira Cruzada. A região foi em seguida ocupada pelo Império Latino após o saque de Constantinopla pela Quarta Cruzada em 1204 e o tema só foi restabelecido por João III Vatatzes (r. 1221–1254) quando tomou a região em 1240 em nome do Império de Niceia, estado-herdeiro do Império Bizantino, e sobreviveu até a área ser gradualmente conquistada pelos beilhiques otomanos, em ascensão no século XIV.